# Al-Dżawadijja
Al-Dżawadijja (arab. الجوادية) – miasto w Syrii, w muhafazie Al-Hasaka. W 2004 roku liczyło 6630 mieszkańców.